# De Wieger

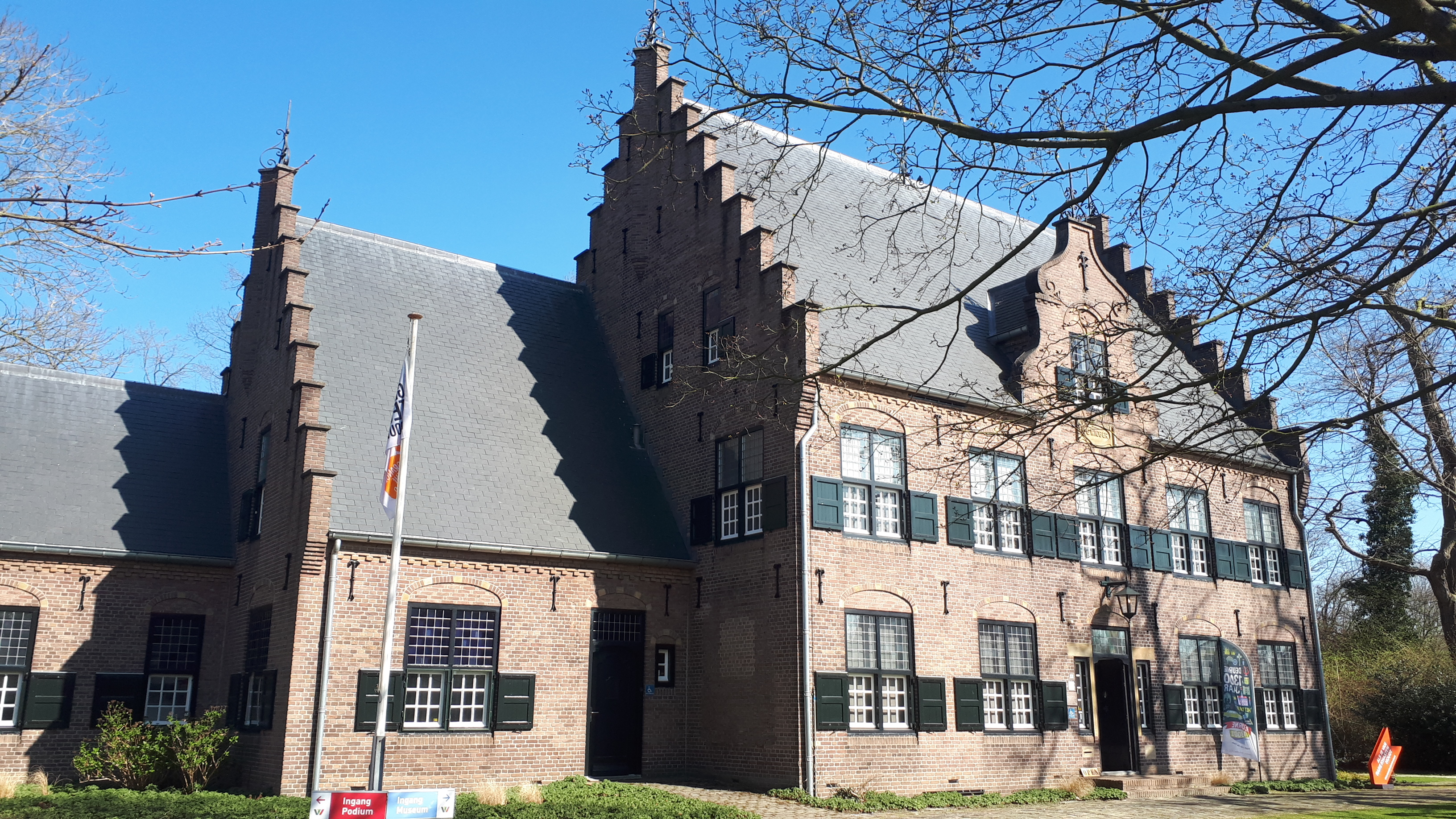
Voorzijde van het museum in 2022

De Wieger of Huize Wiegersma is een voormalige artsen- en kunstenaarswoning in het Noord-Brabantse dorp Deurne, en is sinds de jaren zeventig van de twintigste eeuw in gebruik als gemeentemuseum.

## Historie
De Wieger werd in 1922 gebouwd naar een ontwerp van architect Cor Roffelsen in neo-renaissancestijl. In het ontwerp werd voortgebouwd op het huis De Romein, dat negen jaar eerder door dezelfde architect was ontworpen. Opdrachtgever was de arts Hendrik Wiegersma, die in 1917 als net afgestudeerd arts in Deurne was komen wonen. Het werd gebouwd aan de toenmalige verbindingsweg tussen de kom van Deurne en het kerkdorp Liessel, te midden van de akkers. Het bos dat Wiegersma eigenhandig rondom de Wieger aanplantte, stond later centraal in het lied Het dorp van Wim Sonneveld. Dat lied werd geschreven door Friso Wiegersma, partner van Sonneveld en vierde zoon van Hendrik Wiegersma. Friso werd in De Wieger geboren. En langs het tuinpad van mijn vader, zag ik de hoge bomen staan slaat op de bomen rondom De Wieger.

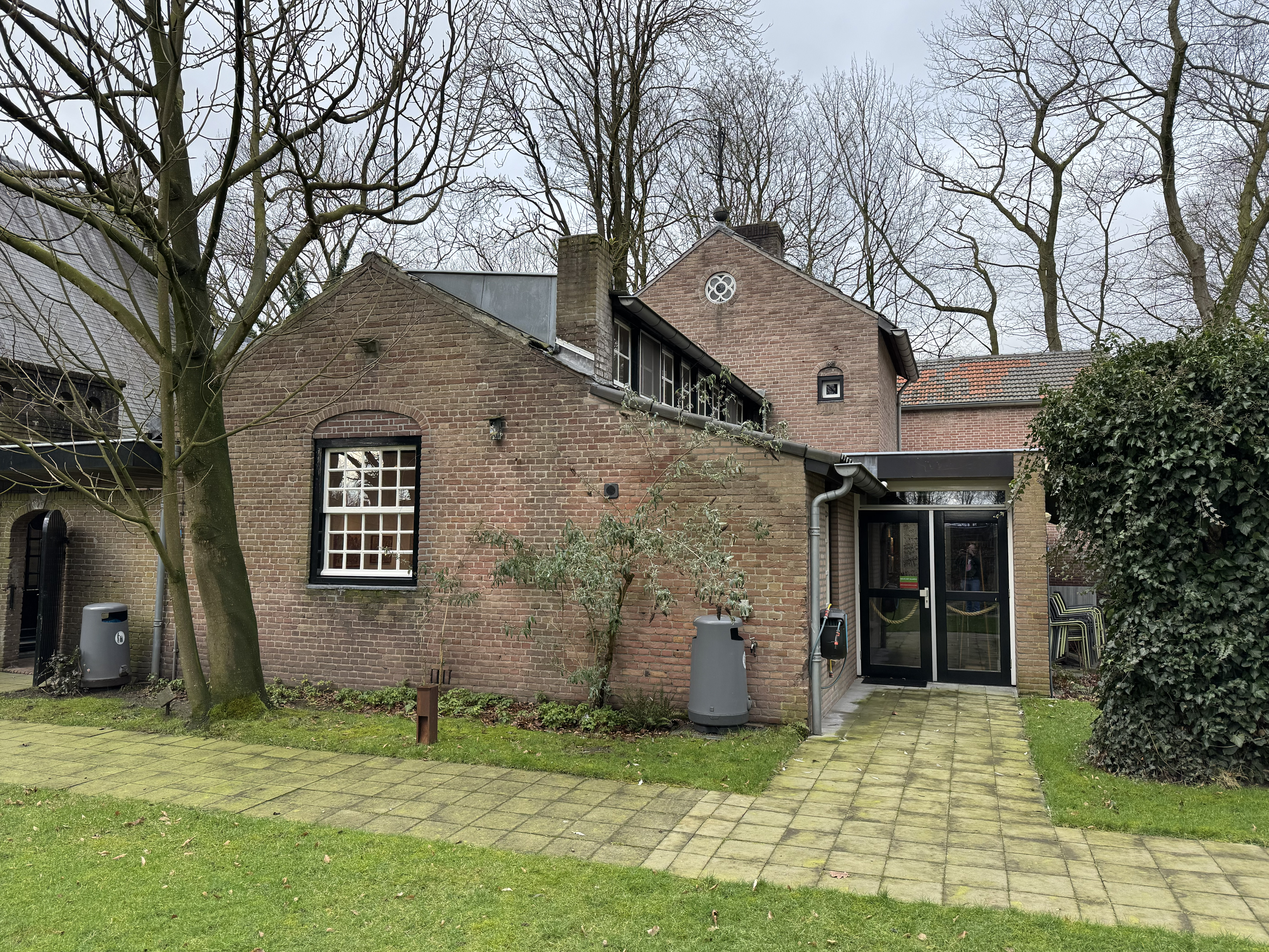
Voormalig atelier van Wiegersma, nu in gebruik als expositieruimte

Begin jaren twintig van de twintigste eeuw maakte Wiegersma kennis met Moissey Kogan en Otto van Rees. Overtuigd als deze twee kunstenaars waren van de technieken van Wiegersma, begon deze met een carrière als kunstenaar. De artsenpraktijk bleef hij ook vanuit De Wieger uitoefenen. In de loop van het interbellum groeide De Wieger uit tot een ontmoetingsplaats voor kunstenaars. Beeldhouwer Ossip Zadkine was er kind aan huis. Ook Piet Wiegman en Constant Permeke waren er regelmatig te vinden. De inspiratie voor Zadkines beeld dat het verwoeste Rotterdam symboliseert, deed hij op toen hij, op weg naar Wiegersma, met de trein door Rotterdam reed.
Na de dood van Wiegersma in 1969 kocht de gemeente Deurne in 1972 het pand aan en verbouwde het tot museum. Het werd de opvolger van museum Het Dinghuis, het gemeentemuseum dat nog tijdens het leven van Wiegersma zijn verzamelde kunst tentoonstelde. De eerste directeur van De Wieger werd Pieter Wiegersma, de tweede zoon van Hendrik. Hij was al sinds 1965 directeur van museum Het Dinghuis. In 1988 nam hij afscheid als directeur.
Het pand staat sinds 2001 op de Rijksmonumentenlijst.